# هاري إس. كومبز
هاري إس. كومبز (بالإنجليزية: Harry S. Coombs)‏ هو مهندس معماري أمريكي، ولد في 27 أكتوبر 1878 في لويستون في الولايات المتحدة، وتوفي بنفس المكان في 17 مايو 1939.